# Rodin Quiñones
Rodin Yair Quiñones Rentería (Tumaco, Nariño, Colombia; 30 de mayo de 1995) es un futbolista colombiano. Juega de extremo y actualmente es agente libre.

## Trayectoria

### Atlético Nacional
Empezó en la cantera de Atlético Nacional, en 2013 hizo su debut en Colombia. Su primer gol como profesional lo marcó ante Independiente Santa Fe en la sexta fecha de los cuadrangulares del Torneo Finalización 2013, el encuentro terminó 2-1.
Vuelve a marcar un gol el 7 de abril de 2016 en la goleada 7 por 0 sobre el Atlético Bucaramanga, el 3 de agosto marca por la Copa Colombia 2016 ante Real Cartagena en la derrota 1-2 como locales, el 15 de agosto marca el gol del empate como visitantes contra Boyacá Chicó, el 16 de octubre marca en el 4 por 0 sobre el Atlético Huila, finalmente el 28 de noviembre marca su último gol del año ante Millonarios FC en la derrota 2-1.

Su primer gol del 2017 lo hace clásico paisa el 28 de mayo en la derrota 4-3 frente al Independiente Medellín, el 31 de mayo marca en la victoria como visitantes ante Jaguares de Córdoba, marca en la final del Torneo Apertura en la goleada 5 por 1 sobre el Deportivo Cali quedando campeones.

### Independiente Medellín
El 28 de diciembre de 2017 se confirma su traspaso al Independiente Medellín, rival de su antiguo club. El 4 de marzo de 2018 marca su primer gol con los rojos en la derrota 1-2 como locales ante Junior.

### Deportes Temuco
El 26 de enero de 2019 pasa al Deportes Temuco de la Primera B de Chile siendo su primera experiencia internacional. Marca su primer gol el 4 de mayo en la victoria como visitantes 3 a 2 sobre Unión San Felipe.
En la temporada 2021 firma por Carlos Stein de la Segunda División del Perú. A final de temporada lograría el ansiado ascenso a máxima categoría del fútbol peruano.

## Estadísticas
| Club                              | Div                 | Temporada           | Liga  | Liga  | Copa Nacional | Copa Nacional | Torneos Internacionales | Torneos Internacionales | Total | Total |
| Club                              | Div                 | Temporada           | Part. | Goles | Part.         | Goles         | Part.                   | Goles                   | Part. | Goles |
| --------------------------------- | ------------------- | ------------------- | ----- | ----- | ------------- | ------------- | ----------------------- | ----------------------- | ----- | ----- |
| Atlético Nacional · Colombia      | 1ª                  |                     |       |       |               |               |                         |                         |       |       |
| Atlético Nacional · Colombia      | 1ª                  | 2013                | 5     | 1     | 2             | 0             | 0                       | 0                       | 7     | 1     |
| Atlético Nacional · Colombia      | 1ª                  | 2014                | 2     | 0     | 3             | 0             | 0                       | 0                       | 5     | 0     |
| Atlético Nacional · Colombia      | 1ª                  | 2015                | 4     | 0     | 0             | 0             | 0                       | 0                       | 4     | 0     |
| Atlético Nacional · Colombia      | 1ª                  | 2016                | 27    | 4     | 3             | 1             | 1                       | 0                       | 31    | 5     |
| Atlético Nacional · Colombia      | 1ª                  | 2017                | 20    | 3     | 2             | 0             | 2                       | 0                       | 24    | 3     |
| Atlético Nacional · Colombia      | Total               | Total               | 58    | 8     | 9             | 1             | 3                       | 0                       | 71    | 9     |
| Independiente Medellín · Colombia | 1ª                  | 2018                | 10    | 1     | 0             | 0             | 1                       | 0                       | 11    | 1     |
| Independiente Medellín · Colombia | Total               | Total               | 10    | 0     | 0             | 0             | 1                       | 0                       | 11    | 1     |
| Deportes Temuco · Chile           | 2ª                  | 2019                | 10    | 1     | 4             | 0             | 0                       | 0                       | 14    | 1     |
| Deportes Temuco · Chile           | Total               | Total               | 10    | 1     | 4             | 0             | 1                       | 0                       | 14    | 1     |
| Patriotas Boyacá · Colombia       | 1ª                  | 2020                | 15    | 0     | 2             | 0             | 0                       | 0                       | 17    | 0     |
| Patriotas Boyacá · Colombia       | Total               | Total               | 15    | 0     | 2             | 0             | 0                       | 0                       | 17    | 0     |
| Carlos Stein · Perú               | 2ª                  | 2021                | 22    | 5     | 0             | 0             | 0                       | 0                       | 22    | 5     |
| Carlos Stein · Perú               | Total               | Total               | 23    | 5     | 0             | 0             | 0                       | 0                       | 23    | 5     |
| Atlético Bucaramanga · Colombia   | 1ª                  | 2022                | 6     | 0     | 3             | 0             | 0                       | 0                       | 6     | 0     |
| Atlético Bucaramanga · Colombia   | Total               | Total               | 6     | 0     | 0             | 0             | 0                       | 0                       | 6     | 0     |
| Deportivo Coopsol · Perú          | 2ª                  | 2022                | 10    | 2     | 0             | 0             | 0                       | 0                       | 10    | 2     |
| Deportivo Coopsol · Perú          | Total               | Total               | 10    | 2     | 0             | 0             | 0                       | 0                       | 10    | 2     |
| Honduras Progreso Honduras        | 1ª                  | 2022-23             | 0     | 0     | 0             | 0             | 0                       | 0                       | 0     | 0     |
| Honduras Progreso Honduras        | Total               | Total               | 0     | 0     | 0             | 0             | 0                       | 0                       | 0     | 0     |
| Total en su carrera               | Total en su carrera | Total en su carrera | 132   | 17    | 19            | 1             | 4                       | 0                       | 155   | 18    |

## Palmarés

### Títulos nacionales
| Título                | Equipo            | País     | Año  |
| --------------------- | ----------------- | -------- | ---- |
| Copa Colombia         | Atlético Nacional | Colombia | 2013 |
| Torneo Finalización   | Atlético Nacional | Colombia | 2013 |
| Torneo Apertura       | Atlético Nacional | Colombia | 2014 |
| Torneo Finalización   | Atlético Nacional | Colombia | 2015 |
| Superliga de Colombia | Atlético Nacional | Colombia | 2016 |
| Copa Colombia         | Atlético Nacional | Colombia | 2016 |
| Torneo Apertura       | Atlético Nacional | Colombia | 2017 |

### Títulos internacionales
| Título              | Equipo            | País     | Año  |
| ------------------- | ----------------- | -------- | ---- |
| Juegos Bolivarianos | Colombia Sub-18   | Perú     | 2013 |
| Copa Libertadores   | Atlético Nacional | Colombia | 2016 |
| Recopa Sudamericana | Atlético Nacional | Colombia | 2017 |